# Arūnas Klimavičius
Arūnas Klimavičius (Panevėžys, 5 ottobre 1982) è un ex calciatore lituano, di ruolo difensore.

## Carriera

### Nazionale
Tra il 2005 ed il 2017 ha segnato 3 gol in 43 partite con la nazionale lituana.

## Palmarès

### Club

#### Competizioni nazionali
- Campionato lituano: 1

Ekranas: 2005
- Coppa di Lituania: 1

Ekranas: 2005
- Supercoppa di Lituania: 1

Ekranas: 2006